# Sallie Gardner at a Gallop

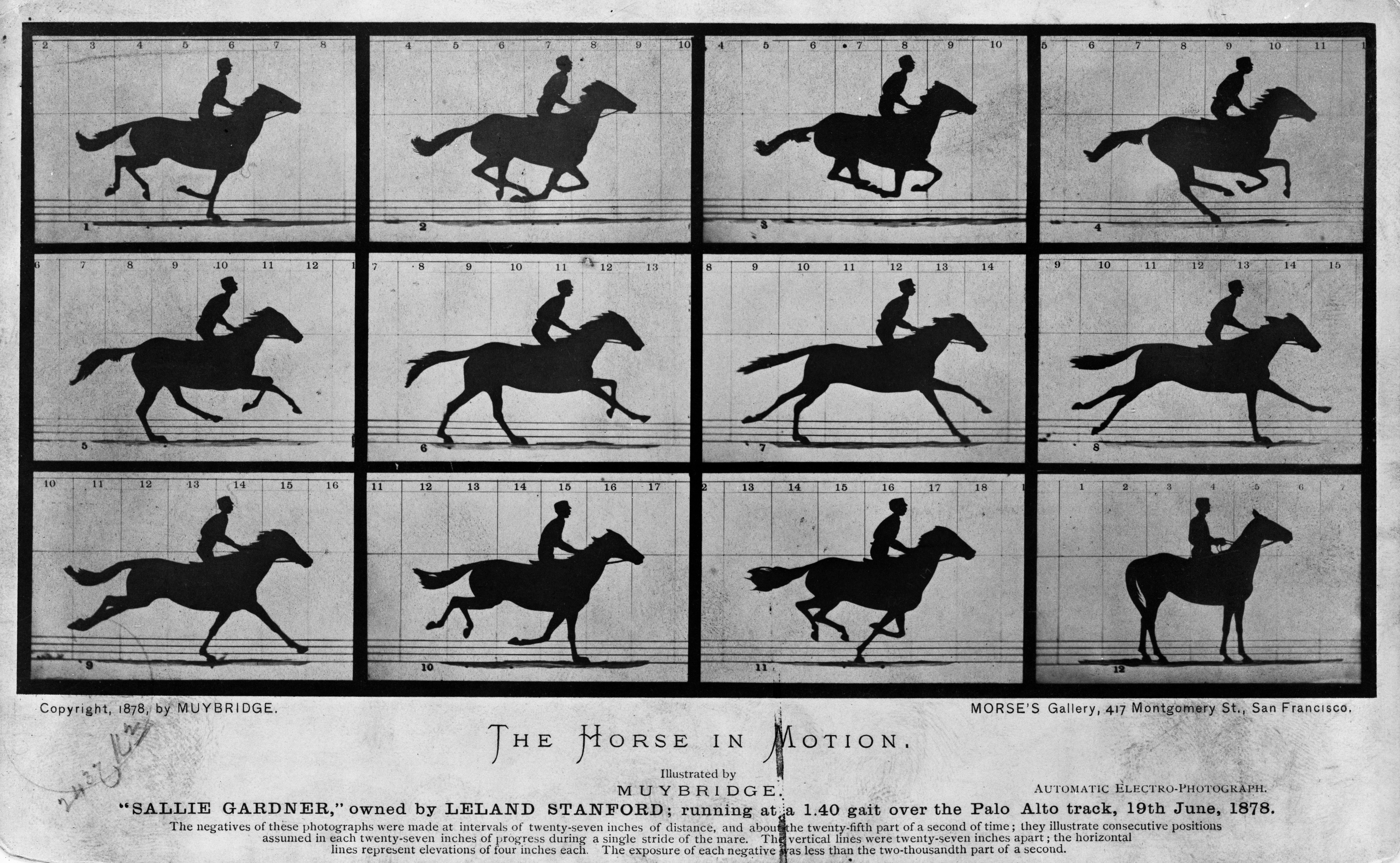
Sallie Gardner at a Gallop (1878)

Sallie Gardner at a Gallop («Sallie Gardner al galoppo»), nota anche come The Horse in Motion («Il cavallo in movimento»), è una serie di fotografie che rappresentano un cavallo al galoppo, risultato di un esperimento fotografico compiuto da Eadweard Muybridge il 15 giugno 1878. La serie è oggi considerata uno dei primi esperimenti di cinematografia. Essa comprende 24 fotografie scattate in rapida successione e proiettate grazie all'uso di uno prassinoscopio, strumento inventato dallo stesso Muybridge. Il lavoro fu commissionato a Muybridge da Leland Stanford, industriale e amante dell'equitazione, interessato agli studi del tempo sull'andatura dei cavalli. I risultati dell'esperimento sono stati pubblicati tra il 1878 e il 1880.
Lo scopo dell'esperimento era quello di determinare se un cavallo al galoppo alzasse contemporaneamente tutti e quattro gli zoccoli dal terreno durante la propria corsa. L'occhio umano non può infatti percepirlo, data la velocità del galoppo. Le fotografie dimostrarono che effettivamente, in alcuni momenti del galoppo, tutti e quattro gli zoccoli dell'animale sono simultaneamente discostati dal terreno; questo succede solo quando gli zoccoli sono raccolti al di sotto del corpo del cavallo, non quando le zampe sono estese, come spesso veniva raffigurato in dipinti d'epoca precedente.

## Sviluppo

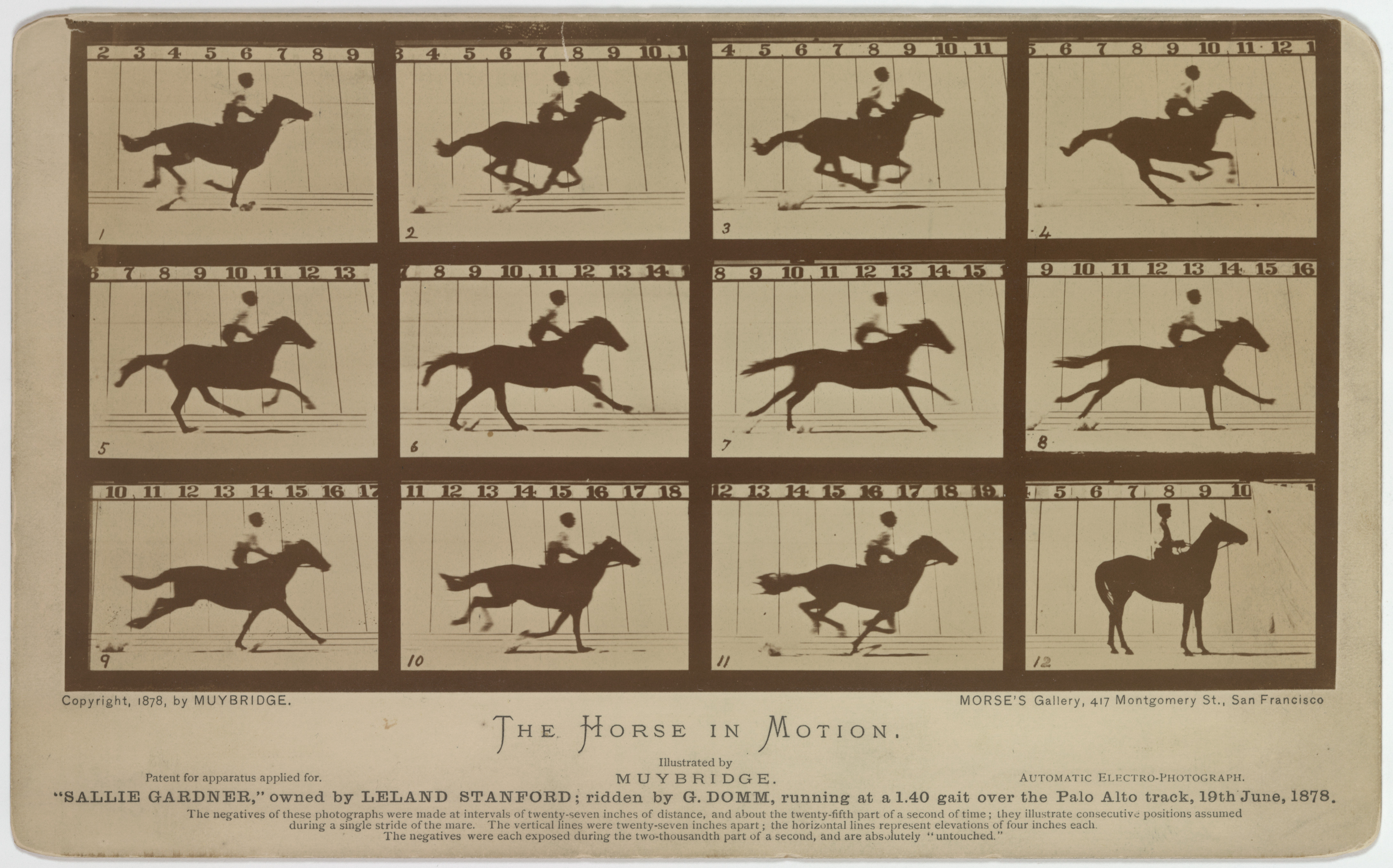
Versione alternativa di Sallie Gardner at a Gallop (senza manipolazioni fotografiche)

Leland Stanford possedeva un allevamento di cavalli di razza, Standardbreds e Purosangue inglese, entrambi impiegati per competizioni di galoppo. Era quindi interessato a migliorare le performance di entrambe le tipologie di cavalli, in un periodo in cui la scienza aveva cominciato a porsi delle domande riguardo all'andatura e all'atto di camminare degli equini.
Nel giugno del 1877, il fotografo Muybridge cercò di rispondere alle curiosità di Stanford realizzando una serie di foto in successione della corsa di Occident, uno dei cavalli di Stanford, durante una gara tenutasi all'Union Park Racetrack a Sacramento, in California. In questa occasione, Muybridge riuscì a catturare su pellicola fotografica una foto del cavallo con tutte e quattro le zampe sollevate da terra. Una copia della fotografia venne inviata alla stampa, ma dato il ritrovamento di alcuni ritocchi fotografici attuati sul negativo, la scoperta venne dismessa. Nonostante questo, la fotografia fece vincere a Muybridge un riconoscimento alla dodicesima edizione della San Francisco Industrial Exhibition. Rimangono oggi delle fotografie di Occident al galoppo riproducibili tramite lanterna magica.
L'anno successivo Stanford finanziò il nuovo progetto di Muybridge: l'esperimento venne messo in pratica il 15 giugno 1878, alla presenza della stampa californiana. Il nuovo tentativo consisteva nel fotografare nuovamente un cavallo al galoppo - una giumenta chiamata Sallie Gardner - ma questa volta utilizzando una serie di macchine fotografiche (24, poste a 69 cm l'una dall'altra) disposte a lato della pista, parallelamente al percorso svolto dal cavallo. Il passaggio delle zampe del cavallo sopra fili posizionati sulla pista e collegati alle macchine fotografiche attivava l'otturatore, consentendo così lo scatto nel momento desiderato.
Le fotografie erano scattate in successione ad una distanza di un venticinquesimo di secondo l'una dall'altra, con un tempo di esposizione minore di 1/2000 al secondo. Evitando così l'effetto Mosso (fotografia). Il fantino fece cavalcare la cavalla alla velocità di un miglio per 1 minuto e 40 secondi, equivalente a 58 km/h.
Le fotografie mostrarono che la giumenta, ad un certo punto della sua corsa, aveva alzato tutte e quattro le gambe dal terreno. Se proiettate una di seguito all'altra, le fotografie davano l'illusione che il cavallo si muovesse davvero, come in un film. Muybridge sviluppò le foto immediatamente, e la stampa si convinse della loro autenticità solo dopo aver notato le cinghie rotte della sella di Sallie nelle fotografie. Scientific American fu una delle pubblicazioni che riportò lo straordinario lavoro di Muybridge. Al tempo girò la voce che Stanford aveva scommesso una forte somma di denaro sulla buona riuscita dello studio, ma lo storico Philip Prodger sottolinea che non esistono prove del fatto che la scommessa abbia effettivamente avuto luogo.

## Usi successivi

Cavallo al galoppo, animazione creata nel 2006 utilizzando le fotografie di Eadweard Muybridge

Muybridge proiettò per la prima volta delle immagini in movimento in uno schermo nel 1880, preso la California School of Fine Arts; questo evento è riconosciuto come la prima proiezione cinematografica della storia.

Animazione della serie di foto scattate da Eadweard Muybridge

Successivamente Muybridge conobbe Thomas Edison, inventore in quegli stessi anni del fonografo. Edison successivamente inventò il kinetoscopio, precursore della macchina da presa cinematografica.
La relazione fra Muybridge e Stanford divenne turbolenta nel 1882. Stanford commissionò la scrittura del libro The Horse in Motion: as Shown by Instantaneous Photography al suo caro amico J.D.B Stillman; il libro venne pubblicato dalla casa editrice Osgood and Company. Il libro però non presentava le fotografie di Muybridge, ma cento illustrazioni disegnate a partire dalle foto scattate alla giumenta Sallie. Inoltre, a Muybridge non venne riconosciuto alcun diritto, ed egli apparve nell'appendice del testo nel ruolo di impiegato di Stanford. Per questo motivo, la Royal Society of Arts, che precedentemente aveva offerto dei finanziamenti a Muybridge per far avanzare gli studi sul movimento animale ritirò la propria offerta. La causa che il fotografo mosse contro Stanford in seguito a questo avvenimento fu dismessa dalla corte.
Muybridge guadagnò subito dopo il supporto dell'Università della Pennsylvania, che pubblicò il suo lavoro tra il 1882 e il 1885 in un portfolio di 780 collotipie intitolato Animal Locomotion: An Electro-photographic Investigation of Consecutive Phases of Animal Movements. Ogni collotipia misurava 19 x 24 pollici. Ciascuna conteneva 36 fotogrammi da 36 pollici e il numero totale di immagini era di circa 20.000. Le piastre pubblicate contenevano 514 collotipie di uomini e donne in movimento, 27 ritraenti uomini e donne con anomalie corporee, 16 bambini, 5 piastre di movimenti di mani maschili e 221 piastre con soggetti animali.